# Ricklef Müller
Ricklef Carl Paul Müller (auch Rick Mueller; * 11. September 1922 in Lehe; † 8. Juli 2003 in Hamburg) war ein deutscher Theater-, Film- und Fernsehschauspieler.

## Leben und Wirken
Der Sohn des Kapitäns Johannes Müller und dessen Frau Claire, geb. Becker, erhielt seine künstlerische Ausbildung unmittelbar nach Ende des Zweiten Weltkriegs bei Peter Widmann und gab noch 1945 seinen Bühneneinstand in Flensburg. Im darauf folgenden Jahr wechselte er für drei Spielzeiten an das Künstlertheater Bremen. 1949 folgte Müller einem Ruf an das Staatstheater Oldenburg, wo er ebenfalls drei Spielzeiten blieb. Von 1952 bis 1954 war Ricklef Müller Ensemblemitglied des Schauspielhauses Zürich und gab in dieser Zeit auch Gastspiele. 1955/56 sah man ihn am Düsseldorfer Schauspielhaus, danach nahm er eine Reihe von Angeboten vom noch jungen Fernsehen an.
Spätere Theaterverpflichtungen führten den Künstler, der auch sporadisch Regie führte, an Spielstätten in Wuppertal, Hannover, Nürnberg und zu den Ruhrfestspielen in Recklinghausen. Vor der Kamera füllte Müller eine Reihe von Nebenrollen aus, mehrfach wurde er als NS-Offizier besetzt. Man konnte ihn aber auch als Reporter, Ganove oder als Buchhalter wie in dem halbdokumentarischen Filmporträt Der Zündholzkönig – Der Fall Ivar Kreuger sehen, einer seiner letzten Auftritte vor der Kamera.
Müller war in zweiter Ehe mit der Dramaturgin Ruth Mueller-Eisler verheiratet und übersetzte mit ihr englischsprachige Bühnenstücke ins Deutsche. In späteren Jahren hatte er die Verwaltungsdirektion der unter der Leitung seiner Schwiegermutter Ida Ehre stehenden Hamburger Kammerspiele inne. Ricklef Müller starb 2003 in Hamburg und wurde auf dem Friedhof der Kirche St. Nikolai in Hamburg-Billwerder beigesetzt.

## Filmografie
Fernsehfilme, wenn nicht anders angegeben:
- 1956: Herzlich willkommen?
- 1956: So süß ist kein Tod
- 1956: Jeanne oder Die Lerche
- 1958: Blitzmädels an die Front (Kinofilm)
- 1959: Das letzte Aufgebot
- 1963: Detective Story
- 1963: Hafenpolizei (Serie, eine Folge)
- 1964: Fernfahrer (Serie, eine Folge)
- 1965: Die Affäre
- 1966: Die seltsamen Methoden des Franz Josef Wanninger (Serie, eine Folge)
- 1967: Interpol (TV-Filmreihe): …geborene Lipowski
- 1966: Die rote Rosa
- 1967: Jacobowsky und der Oberst
- 1967: Das Kriminalmuseum (Krimireihe, eine Folge)
- 1967: Bericht eines Feiglings
- 1967: Der Zündholzkönig – Der Fall Ivar Kreuger
- 1967: Interpol (Serie, eine Folge)